# John Rambo (Film)
John Rambo (Originaltitel: Rambo) oder Rambo IV ist ein US-amerikanischer Actionfilm aus dem Jahr 2008. Der Film ist der vierte Teil der Rambo-Filmreihe. Die Hauptrolle spielt Sylvester Stallone, der auch das Drehbuch schrieb und Regie führte. 2019 folgte Rambo: Last Blood.
Der Film startete am 25. Januar 2008 in den amerikanischen Kinos und am 14. Februar 2008 in den deutschen Kinos.

## Handlung
Der Vietnam-Veteran John James Rambo lebt mittlerweile viele Jahre zurückgezogen in Thailand und arbeitet als Schlangenfänger und Bootskapitän. Eines Tages taucht eine Gruppe von US-amerikanischen Missionaren auf, allen voran Dr. Michael Burnett und Sarah Miller. Sie haben vor, im Rahmen humanitärer Hilfe in einem abgelegenen Flüchtlingsdorf des von der Militärjunta geknechteten Burma medizinische Unterstützung zu leisten. Nach anfänglichem Widerwillen lässt Rambo sich überreden, sie mit seinem Boot flussaufwärts in die Krisenregion zu bringen.
Unterwegs werden sie von burmesischen Flusspiraten aufgehalten. Diese sehen ihre Flusshoheit verletzt und fordern Sarah als Wegzoll ein, worauf Rambo sich gezwungen sieht, alle Piraten zu erschießen. Trotz der offensichtlichen Gefahren wollen die Missionare ihr Vorhaben nicht abbrechen. Am Absetzpunkt angekommen, machen sie sich zu Fuß auf, um das Dorf zu erreichen. Die Verabschiedung zwischen Burnett und Rambo ist verhalten. Der Arzt verachtet Rambo, da die Tötung der Piraten seiner Ansicht nach durch nichts zu rechtfertigen ist. Er kündigt an, dass man auf dem Landweg zurückgehen werde, so dass Rambo nicht auf sie warten müsse.
Nachdem Rambo zurückgekehrt ist, taucht kurze Zeit später ein Pastor namens Arthur Marsh bei ihm auf, der berichtet, dass seit einigen Tagen jeglicher Kontakt zu den Missionaren abgebrochen sei. Auf Bitten Marshs schifft Rambo den mit der Suche beauftragten Söldner Lewis samt seiner Truppe flussaufwärts zu dem Ort, an dem er auch die Missionare von Bord gelassen hatte. Die Söldner gehen ohne Rambo weiter und werden von Myint und dem jungen Tha, zwei Widerstandskämpfern der Karen, zu dem Dorf geführt, zu dem die Gruppe um Burnett gelangen wollte. Sie finden das Dorf leer und niedergebrannt vor. Die meisten Dorfbewohner sind offensichtlich von burmesischen Soldaten auf bestialische Weise ermordet und die Hilfsaktivisten gefangen genommen worden.
Als eine kleine Gruppe von burmesischen Soldaten unerwartet in das zerstörte Dorf zurückkehrt, um sich mit grausamen Spielen an Gefangenen die Zeit zu vertreiben, verstecken sich die Söldner und greifen nicht ein. Da erscheint Rambo und tötet die Soldaten aus einem Versteck mit Hilfe von Pfeil und Bogen. Nach anfänglichen Meinungsverschiedenheiten über den weiteren Verlauf der Rettungsaktion machen sich auf Drängen Rambos alle zusammen auf den Weg, um die verschleppten Missionare aus dem Soldatenlager zu befreien.
Unterstützt von Myint gelingt es schließlich, die Verschleppten und weitere Gefangene unbemerkt in einer Nachtaktion zu befreien. Aufgrund unglücklicher Umstände schafft Rambo es nicht, mit Sarah Miller rechtzeitig am vereinbarten Treffpunkt zu sein. Die anderen haben das Lager, wie vorgesehen, bereits verlassen. Einzig der Scharfschütze „School Boy“ hatte sich entschlossen, auf Rambo und Sarah zu warten, und rettet sie, indem er zwei patrouillierende Wachsoldaten ausschaltet.
Am nächsten Morgen entdecken die Soldaten die Befreiungsaktion und nehmen die Verfolgung auf. Rambo, der sich von Sarah und „School Boy“ getrennt hat, um eine falsche Spur zu legen, kann einen Teil der Soldaten durch eine Sprengfalle in die Luft jagen. Sarah und „School Boy“ sehen aus einiger Entfernung, wie die anderen Soldaten die Söldner und Missionare am Flussufer stellen, können jedoch aufgrund der Übermacht nicht eingreifen.
Die Soldaten schlagen die Gefangenen und sind dabei, sie zu exekutieren, als Rambo auftaucht. Mit Hilfe eines auf einem Jeep montierten Maschinengewehrs, das er kurzerhand in seine Gewalt bringt, feuert er auf die Soldaten. Die Söldner befreien sich und nehmen nun ebenfalls am Kampf teil. Auch Myint erscheint mit weiteren Rebellen, und zusammen zerstören sie ein Kanonenboot der Armee. In der letzten Kampfhandlung tötet Rambo den fliehenden burmesischen Kommandanten Major Tint mit seiner Machete. Schließlich beobachtet Rambo noch einige Zeit nachdenklich das Schlachtfeld und die umherirrenden und verletzten Menschen. Darunter sind auch Burnett und Sarah, die sich in die Arme schließen. Nach einer freundschaftlichen Geste von Burnett und einem längeren Blickkontakt mit Sarah wendet sich Rambo ab.
Zum Schluss kehrt Rambo auf die Farm seines Vaters in Bowie (Arizona) zurück.

## Synchronisation
Die deutschsprachige Synchronisation wurde von der Berliner Synchronfirma: R.C. Production – Rasema Cibic nach einem Dialogbuch und unter der Dialogregie von Björn Schalla erstellt.
| Rolle           | Darsteller         | Sprecher           |
| --------------- | ------------------ | ------------------ |
| John J. Rambo   | Sylvester Stallone | Thomas Danneberg   |
| Sarah Miller    | Julie Benz         | Uschi Hugo         |
| „School Boy“    | Matthew Marsden    | Björn Schalla      |
| Lewis           | Graham McTavish    | Erich Räuker       |
| Diaz            | Reynaldo Gallegos  | Dietmar Wunder     |
| Reese           | Jake La Botz       | Karlo Hackenberger |
| En-Joo          | Tim Kang           | Dennis Schmidt-Foß |
| Michael Burnett | Paul Schulze       | Olaf Reichmann     |

## Kritiken
Der Film erhielt gemischte Kritiken. Von 154 ausgewerteten Kritiken bei der Metaseite Rotten Tomatoes erhielt der Film 38 % positive Bewertungen. Der Konsens lautet: „Sylvester Stallone versteht es, Actionszenen zu inszenieren, aber das ungleichmäßige Tempo und die exzessive Gewalt des Films (selbst für das Franchise) sind eher widerlich als unterhaltsam.“ In der Internet Movie Database konnte er 7,1 von 10 Punkten erzielen.
Michael Rechtshaffen bezeichnete den Film in der Zeitschrift The Hollywood Reporter vom 25. Januar 2008 als „großen Schnarcher“. Stallone habe die Elemente eines Comics entfernt, welche die drei Vorgängerfilme zur Pop-Ikone der Reagan-Ära gemacht hätten.
Das Lexikon des internationalen Films urteilt: „Die Rückkehr der ‚Kampfmaschine‘ John Rambo in einem effekthascherischen, gewalttätigen Mainstream-Actionfilm, in dem die Grausamkeiten stets als Reaktion auf die unmenschliche Brutalität der Gegner ausgewiesen werden. Allenfalls pragmatisch gesehen, kann der Film zu Gedanken über die Befindlichkeit einer Welt anregen, die sich nach solchen Helden sehnt.“
Mike Thomas schrieb in der Chicago Sun-Times vom 25. Januar 2008, der Film weise gute Kameraarbeit auf und sei gut geschnitten, dennoch bleibe er „Gewaltpornographie“.

## Hintergründe
Der Film wurde in Chiang Mai (Thailand), Mexiko und in den Vereinigten Staaten gedreht. Seine Produktionskosten betrugen schätzungsweise 50 Millionen US-Dollar.
Der Film startete in den Kinos einiger Länder am 23. Januar 2008 und in den USA am 25. Januar 2008 – wo er am Startwochenende ca. 18,2 Millionen US-Dollar einspielte. Bis zum 13. April 2008 wurden weltweit ca. 113 Millionen US-Dollar eingespielt. Der deutsche Kinostart fand am 14. Februar 2008
statt.
Nach einem Artikel in der Los Angeles Times wurde im Film der Tod von 236 Menschen gezeigt, ca. 2,59 pro Filmminute bzw. ca. 3,04 pro Minute seit dem ersten gezeigten Tod. Dies sei ein Rekord aller vier Rambo-Filme.

## Schnittfassungen
In Deutschland musste der Film für die Altersfreigabe ab 18 Jahren (Keine Jugendfreigabe) für die Kinoaufführung um eine Minute gekürzt werden, da sich alle Mitglieder der SPIO verpflichtet haben, nur FSK-geprüfte Filme im Kino zu zeigen. Die DVD- und Blu-ray-Veröffentlichung in Deutschland erfolgte am 27. Juni 2008. Es wurden eine ungekürzte, SPIO/JK-geprüfte Fassung (keine schwere Jugendgefährdung, auf DVD fälschlicherweise strafrechtlich unbedenklich), eine um rund 2 Minuten gekürzte Fassung mit FSK-Freigabe ab 18 Jahren und eine um insgesamt 7 Minuten gekürzte, ab 16 Jahren freigegebene Fassung, bei der eine Tonzensur vorgenommen wurde, herausgebracht. Die ungeschnittene Fassung wurde am 30. September 2008 auf Liste A indiziert.
Die ungeschnittene Fassung wurde auf Antrag im September 2023 wieder von der Liste jugendgefährdender Medien gestrichen. Nach einer Neuprüfung durch die FSK wurde die ungekürzte Fassung dann mit einer Altersfreigabe ab 18 Jahren freigegeben.
Sylvester Stallone hat im Rahmen der 66. Internationalen Filmfestspiele von Venedig eine Director’s-Cut-Fassung von John Rambo vorgestellt, welche am 12. September 2009 gezeigt wurde. Diese überarbeitete Fassung ist die Wunschfassung Stallones, welche 2008 anstelle der erschienenen Originalfassung hätte gezeigt werden sollen. 2010 erschien dieser als Extended Cut bezeichnete Director’s Cut auf Blu-ray Disc. Er läuft um rund 7 Minuten länger als die Kinofassung, enthält aber nicht nur die in der Originalfassung nicht gezeigten Szenen, sondern ist auch in weiten Teilen umgeschnitten. Eine offizielle Veröffentlichung des Extended Cuts im deutschsprachigen Raum blieb bislang aus, es ist lediglich eine Bootleg-DVD im Umlauf. Bei dieser wurde die deutsche Tonspur der Kinofassung über das Bild des Extended Cuts gelegt, da dieser bislang nicht auf Deutsch synchronisiert wurde. Daher laufen die neuen Szenen in englischer Sprache ab. Im September 2019 erschien der Film in den USA außerdem auf UHD-Blu-Ray, diese Veröffentlichung enthält beide Fassungen des Films in 4K-Auflösung.

## Sonstiges
- Die britische Tallboy-Bombe, die am Anfang kurz gezeigt wird und später zur Flucht verhilft, wurde in Wirklichkeit nie in Ostasien eingesetzt, sondern nur in Europa.
- Die Filmmusik samt Titelmelodie wurde auf Wunsch Stallones von Brian Tyler komponiert. Tyler bezog, inspiriert durch Stallone, die von Jerry Goldsmith im ersten Teil der Filmreihe geschaffene Filmmusik bei der Komposition mit ein.[21] Dies fällt vor allem am Anfang (Rambo Theme) und am Ende des Filmes (Rambo End Title) auf. Jedoch hat Tyler einen völlig neuen Soundtrack geschaffen, der eben nur Teile – wenn auch deutlich erkennbar – der ursprünglichen Musik enthält. Dies war erforderlich, um nicht zuletzt der Zeit und einem „modernen“ Rambo gerecht zu werden.[22][23]